# Mo distrikt, Hälsingland
Mo distrikt är ett distrikt i Söderhamns kommun och Gävleborgs län. Distriktet ligger omkring Mohed i sydöstra Hälsingland. 

## Tidigare administrativ tillhörighet
Distriktet inrättades 2016 och utgörs av Mo socken i Söderhamns kommun.
Området motsvarar den omfattning Mo församling hade 1999/2000.

## Tätorter och småorter
I Mo distrikt finns två tätorter och två småorter.

### Tätorter
- Bergvik (del av)
- Mohed

### Småorter
- Flor
- Myskje (del av)